# Сутинский сельсовет
Сутинский сельсовет (бел. Суцінскі сельсавет) — упразднённая административная единица на территории Пуховичского района Минской области Белоруссии.
Согласно решению Минского областного Совета депутатов от 28 мая 2013 года упразднён. Населённые пункты включены в состав Блужского сельсовета.

## История
Пуховичский район был образован 17 июля 1924 года. 20 августа 1924 года район был разделён на 12 сельсоветов, среди которых был Сутинский.

## Состав
Сутинский сельсовет включал 6 населённых пунктов:
- Залог Пятилетки — деревня.
- Каменка — деревня.
- Красный Посёлок — деревня.
- Матеевичи — деревня.
- Сутин — деревня.
- Шелехово — деревня.